# 卡利塔航空207號班機事故
卡利塔航空207號班機是一趟由約翰·甘迺迪國際機場经停比利時布魯塞爾國際機場飞往巴林國際機場的例行貨運班機。 2008年5月25日，一架波音747-200貨機在起飛時遭遇鳥擊導致引擎故障，衝出跑道且斷出三節。 機上無人遇難，但有數位機組員輕傷。

## 涉事飛機

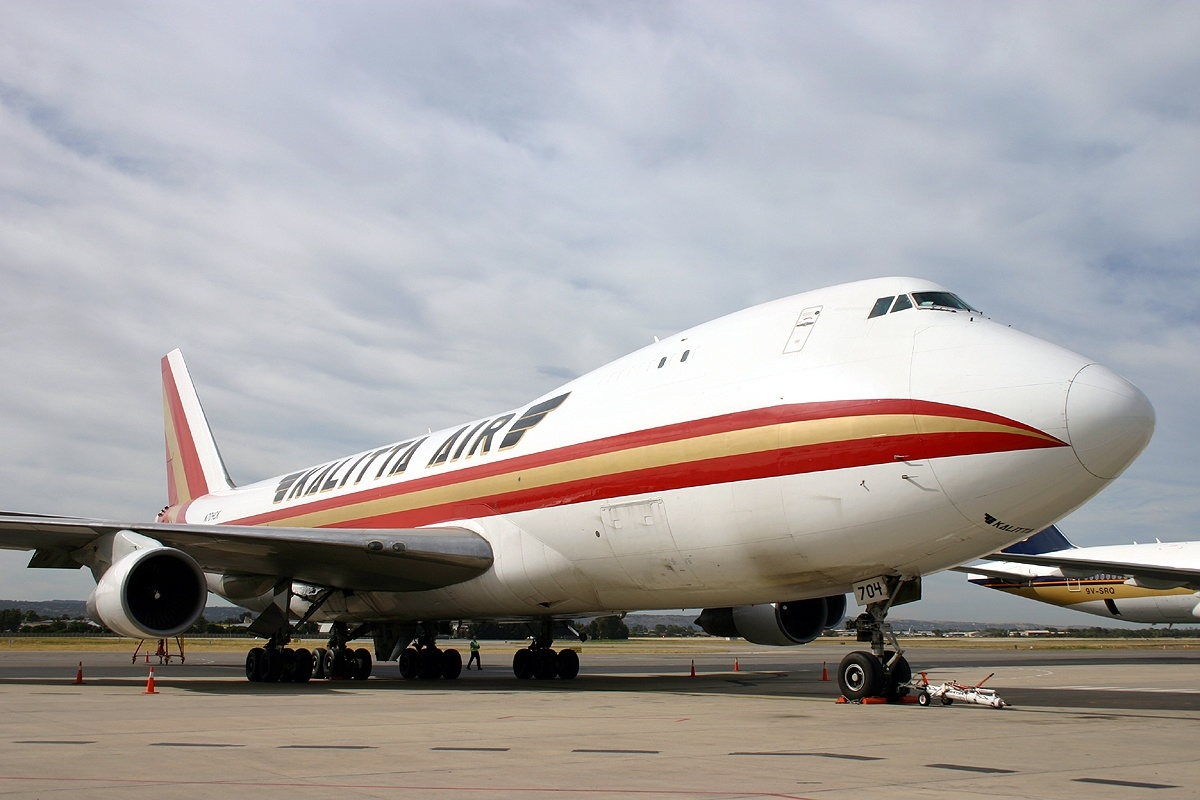
涉事飛機的照片，攝於2005年

涉事飛機是一架機齡25年的波音747-200貨機，註冊編號為N704CK。飛機於1980年出廠並交付給中華航空公司，當時註冊編號為B-1894，隨後更改為B-18752。飛機在2003年被出售給卡利塔航空，並且重新註冊為N704CK。 涉事飛機在事發前有超過10萬小時的飛行時數，起降週期為2萬600次。 飛機裝載4台普惠JT9D引擎，四台引擎編號為702399，702394，702119以及702082， 其中三號引擎曾經在2008年4月時被報告曾經在飛行時無故冒出火焰，但問題在事發前已被修復。

## 機組
機上搭載著4位飛行員以及一位乘客。航班機長時年59歲，曾今飛過波音747，波音757，波音767以及DC-8，飛行時數超過1萬5000小時，其中超過3000小時在波音747上。 副駕駛時年48歲，曾經飛過灣流G500，CL-65以及薩博340，總飛行時間超過7000小時其中超過200小時在波音747上.。飛行工程師時年53歲，飛行時數為7000小時，其中1950小時在波音747上。機上亦搭載一位乘客及76噸的貨物。

## 事發過程
该航班于上午11:06分推出，並且在11点13分抵達滑行道。管制员要求机组滑行到A7并等候。上午11点29分，他们获准从20号跑道起飞。大约上午11点30分時，机组人员突然看到鳥群飛過並听到一声巨响，随后3号引擎由於吸入鳥類而爆炸。，機組立即决定通过反推并将引擎功率设置为怠速来緊急煞車，然而當時的速度超過了V12節，因而導致它们无法及时停止并冲出跑道。最後飛機衝出跑道並且停在距离20号跑道尽头300米处，距离前方的火車铁路約100米的距離。飞机撞毀一個鐵絲網以及助航儀器導致飛機斷裂為三段。在救援時，消防员在机翼上涂上了阻燃剂，從而没有着火。 

## 調查
在事故發生僅一小时后，调查机关比利时飞机事故调查局赶到现场进行调查。经确定，3号发动机内部有欧洲红隼鳥類的遺體，推斷為鳥擊导致引擎失去动力并发生故障。且機組人員在飛機已經超過V1（起飛決定速度）時仍然強行煞車，導致飛機衝出跑道。 然而比利时飞机事故调查局仍認為機場20号跑道的尾部緩衝地帶過短，不符規定，如果設立更長的緩衝區，飛機或許不會完全損壞。然而機場方面表示由於附近有鐵路，因此無法建設更長的緩衝區。  

## 外部連結
- Final Report （页面存档备份，存于） - AAIU Belgium
- Accident Description （页面存档备份，存于） - at the Aviation Safety Network
- Accident Description （页面存档备份，存于） - at the Bureau of Aircraft Accident Archives